# ژوزف اکل
ژوزف اکل (فرانسوی: Joseph Heckel‎; ۷ ژوئیهٔ ۱۹۲۲ – ۲۹ مهٔ ۲۰۱۱) بازیکن فوتبال اهل فرانسه بود.
از باشگاه‌هایی که در آن بازی کرده‌است می‌توان به باشگاه فوتبال استراسبورگ اشاره کرد.
وی همچنین در تیم ملی فوتبال فرانسه بازی کرده‌است.